# Henryk Sapalski
Henryk Zygmunt Sapalski (ur. 6 sierpnia 1948 w Tucholi) – polski ekonomista, polityk, w latach 1995–1998 prezydent Bydgoszczy.

## Życiorys
Ukończył w 1973 studia na Wydziale Handlowo-Towaroznawczym Akademii Ekonomicznej w Poznaniu. Uzyskał następnie stopień doktora nauk ekonomicznych ze specjalnością w zakresie europejskiej integracji gospodarczej i polityki społecznej. Pracował jako nauczyciel akademicki m.in. w Akademii Polonijnej w Częstochowie. Zajmuje stanowisko adiunkta na Uniwersytecie Kazimierza Wielkiego w Bydgoszczy.
Od marca 1991 do lutego 1993 pełnił funkcję wicewojewody bydgoskiego. Działał w tym okresie w PSL-PL. Od 1995 do 1998 sprawował urząd prezydenta Bydgoszczy. Następnie przez cztery lata z ramienia Akcji Wyborczej Solidarność był radnym sejmiku kujawsko-pomorskiego. Był członkiem rady nadzorczej Miejskich Wodociągów i Kanalizacji w Bydgoszczy.
W 2006 powrócił do polityki, startując bez powodzenia w wyborach do rady miasta z listy komitetu wyborczego Konstantego Dombrowicza. W wyborach do Sejmu w 2007 kandydował z listy LPR, uzyskując 185 głosów. W wyborach samorządowych w 2010 ponownie bezskutecznie ubiegał się o mandat radnego Bydgoszczy z listy Ruchu Przełomu Narodowego, a w 2014 kandydował do sejmiku z ramienia PiS.